# Veigadaña
Veigadaña es un barrio español situado en la provincia de Pontevedra, en la Comunidad Autónoma de Galicia. Se asienta en el valle del río Louro, afluente del Miño que cruza el término municipal de noreste a suroeste al que se le une también el arroyo Perral. Limita al norte con Mos, al sur con Sanguiñeda, al oeste con Estivada, y al este con Carracido y Santa Marta. La población supera ligeramente los 100 habitantes, es muy popular en el mundo por su gran Romería de Santa Ana y por el Camino de Santiago portugués. Este barrio es conocido en bastantes países europeos y en algunos países de América por el paso de muchos peregrinos que visitan la zona.

## Historia
Veigadaña es conocida por 'Las fincas' o en gallego≪as veigas≫ español las orillas de los ríos ≪as leiras dos ríos≫, las viñas ≪os viñedos≫. En la época de la guerra los franceses invadieron este pequeño municipio en donde tenían como refugio una antigua mina ubicada en un monte en el centro de la aldea cuyo sitio permanece cerrado. El monstruo mitológico que habitaba en la época de la guerra era el pájaro de la muerte, una lechuza a que los habitantes tenían miedo porque si le mirabas al poco rato estarías muerto, en la actualidad se sigue diciendo que la lechuza que canta de noche al lado de una casa o habitando en un árbol que produce la muerte al día siguiente y ese pájaro, los habitantes lo conocen como el cabrero o moucha da morte en gallego. Según otros vecinos de la aldea no niegan de que ese famoso pájaro pueda transformarse en una arpía. En el Camino de Santiago portugués hay una camino conocido como 'Camiño das Lagoas' gallego en español Camino de las Lagunas, donde habitaban réptiles comunes como la rana el sapo o serpientes tanto de agua como de tierra.

## Fauna
En la zona habitan algunos animales salvajes como la lechuza común, la comadreja, la ardilla, el zorro común, la pica pica conocida como la urraca, pega o marica en gallego también como la columba trocaz común, serpiente de campo, sapo, rana

## Clima
| Parámetros climáticos promedio de Veigadaña | Parámetros climáticos promedio de Veigadaña | Parámetros climáticos promedio de Veigadaña | Parámetros climáticos promedio de Veigadaña | Parámetros climáticos promedio de Veigadaña | Parámetros climáticos promedio de Veigadaña | Parámetros climáticos promedio de Veigadaña | Parámetros climáticos promedio de Veigadaña | Parámetros climáticos promedio de Veigadaña | Parámetros climáticos promedio de Veigadaña | Parámetros climáticos promedio de Veigadaña | Parámetros climáticos promedio de Veigadaña | Parámetros climáticos promedio de Veigadaña | Parámetros climáticos promedio de Veigadaña |
| Mes                                         | Ene.                                        | Feb.                                        | Mar.                                        | Abr.                                        | May.                                        | Jun.                                        | Jul.                                        | Ago.                                        | Sep.                                        | Oct.                                        | Nov.                                        | Dic.                                        | Anual                                       |
| ------------------------------------------- | ------------------------------------------- | ------------------------------------------- | ------------------------------------------- | ------------------------------------------- | ------------------------------------------- | ------------------------------------------- | ------------------------------------------- | ------------------------------------------- | ------------------------------------------- | ------------------------------------------- | ------------------------------------------- | ------------------------------------------- | ------------------------------------------- |
| Temp. máx. media (°C)                       | 10                                          | 11                                          | 21                                          | 21                                          | 25                                          | 34                                          | 37                                          | 37                                          | 34                                          | 25                                          | 17                                          | 16                                          | 24                                          |
| Temp. mín. media (°C)                       | 9                                           | 10                                          | 11                                          | 15                                          | 18                                          | 19                                          | 21                                          | 19                                          | 15                                          | 17                                          | 12                                          | 8                                           | 14.5                                        |
| Fuente: Tiempo                              |                                             |                                             |                                             |                                             |                                             |                                             |                                             |                                             |                                             |                                             |                                             |                                             |                                             |

## Patrona
La patrona de la zona es Santa Ana, madre de la Virgen María. Su fiesta patronal es una Romería que se celebra el 26 de julio de cada año y también se celebra la fiesta parroquial de la zona en el mes de junio.

## Sitios de tiempo libre
- Albergue de Peregrinos de Santa Ana de Veigadaña (abierto oficialmente desde el 14 de marzo de 2015, también por otra parte se le conoce como Local Social de la Veigadaña inaugurado el 12 de diciembre de 2012)
- Polígono industrial de La Veigadaña (construido en verano del 2008 y finalizado en junio del 2011, el polígono aparte de poseer fábricas, empresas, cuenta con el campo de fútbol de As Baloutas que hace límite de Torroso y cuenta con paseos alrededor del polígono.
- Parque infantil de Santa Ana de Veigadaña (inaugurado en verano de 2012) y oficialmente abierto al público infantil.

## Problemas por actos de vandalismo
A VEIGADAÑA ha sufrido bastantes actos de vandalismo seguidos en donde la primera vez se produjo en 2010 en donde los mafiosos le robaban la limosna a la patrona del pueblo, al año siguiente en 2011 se volvió a repetir el mismo acto robando la limosna que dejaban los habitantes por las celebraciones parroquiales y patronales. En 2013 se volvía a repetir el mismo acto vandalismo pero aún más problemático rompiendo una pequeña puerta que daba acceso a la limosna de la santa. En 2015 un día antes de la romería de la santa ha sufrido el peor daño en donde intentaron robar la corona de la santa valorada en más de 300.000 euros y bañada en oro puro y en donde la dejaron dañada por delante aún no se sabe quién pudo ser, los vecinos dudan de que fuese alguien de la misma zona o de fuera del pueblo pero aún no se descarta que fuese acto vandálico y finalmente al día siguiente se celebró sin problemas la gran Romería a la Santa Ana.
En la madrugada del 15 de diciembre de 2015 la Santa fue robada contra las 3:00 a. m., los habitantes aún no se creen lo que ha pasado ya que varios testigos sospechan de que sea obra de alguna persona de la zona aunque se desconoce el paradero de la virgen y siguen sin saber noticia alguna. La Santa ya fue encontrada pero sin su corona.

## Educación y Enseñanza
En 2014 la alcaldesa de Mos, Nidia Arévalo Gómez informa de que se va a construir una guardería infantil en los alrededores del pueblo siendo así el primer barrio mosense en construir una guardería. En 2018 cuya guardería fue inaugurada y abierta al público. Existe otra guardería de clase bilingüe.

## Hermandad con otras ciudades o barrios nacionales o internacionales
Al día de hoy se conoce que tenga hermandad con algunas ciudades o barrios pero no es del todo cierto.
- Bayona Francia

- Datos: Q20544981